# العلاقات الفلبينية الكازاخستانية
العلاقات الفلبينية الكازاخستانية هي العلاقات الثنائية التي تجمع بين الفلبين وكازاخستان.

## مقارنة بين البلدين
هذه مقارنة عامة ومرجعية للدولتين:
| وجه المقارنة                                              | الفلبين                       | كازاخستان                      |
| --------------------------------------------------------- | ----------------------------- | ------------------------------ |
| المساحة (كم2)                                             | 343.45 ألف                    | 2.72 مليون                     |
| عدد السكان (نسمة)                                         | 104.92 مليون                  | 17.95 مليون                    |
| الكثافة السكانية (ن./كم²)                                 | 305.49                        | 6.6                            |
| العاصمة                                                   | مانيلا                        | نور سلطان                      |
| اللغة الرسمية                                             | اللغة الفلبينية، لغة إنجليزية | اللغة القازاقية، اللغة الروسية |
| العملة                                                    | بيسو فلبيني                   | تينغ كازاخستاني                |
| الناتج المحلي الإجمالي (بليون دولار)                      | 313.60 مليار                  | 159.41 مليار                   |
| الناتج المحلي الإجمالي (تعادل القوة الشرائية) بليون دولار | 743.90 مليار                  | 439.39 مليار                   |
| الناتج المحلي الإجمالي الاسمي للفرد دولار أمريكي          | 2.90 ألف                      | 10.51 ألف                      |
| الناتج المحلي الإجمالي للفرد دولار أمريكي                 | 7.39 ألف                      | 24.23 ألف                      |
| مؤشر التنمية البشرية                                      | 0.668                         | 0.788                          |
| رمز المكالمات الدولي                                      | +63                           | +7                             |
| رمز الإنترنت                                              | .ph                           | .kz، .қаз ‏                     |
| المنطقة الزمنية                                           | توقيت الفلبين                 | ت ع م+05:00، ت ع م+06:00       |

## مدن متوأمة
في ما يلي قائمة باتفاقيات التوأمة بين مدن فلبينية وكازاخستانية:
- ترتبط مانيلا مع نور سلطان باتفاقية توأمة منذ 1966.[19][19][19]

## منظمات دولية مشتركة
يشترك البلدان في عضوية مجموعة من المنظمات الدولية، منها:
| علم المنظمة | اسم المنظمة                               | تاريخ انضمام الفلبين | تاريخ انضمام كازاخستان |
| ----------- | ----------------------------------------- | -------------------- | ---------------------- |
|             | الاتحاد البريدي العالمي                   | ?                    | ?                      |
|             | بنك التنمية الآسيوي                       | 1966                 | 1994                   |
|             | يونسكو                                    | 21 نوفمبر 1946       | 22 مايو 1992           |
|             | البنك الدولي للإنشاء والتعمير             | 27 ديسمبر 1945       | 23 يوليو 1992          |
|             | وكالة ضمان الاستثمار متعدد الأطراف        | 8 فبراير 1994        | 12 أغسطس 1993          |
|             | الاتحاد الدولي للاتصالات                  | 25 مايو 1912         | 23 فبراير 1993         |
|             | منظمة الشرطة الجنائية الدولية             | ?                    | ?                      |
|             | مؤسسة التمويل الدولية                     | 12 أغسطس 1957        | 30 سبتمبر 1993         |
|             | الأمم المتحدة                             | 24 أكتوبر 1945       | 2 مارس 1992            |
|             | مؤسسة التنمية الدولية                     | 28 أكتوبر 1960       | 23 يوليو 1992          |
|             | الفريق المعني برصد الأرض                  | ?                    | ?                      |
|             | منظمة حظر الأسلحة الكيميائية              | ?                    | ?                      |
|             | المركز الدولي لتسوية المنازعات الاستشارية | 17 ديسمبر 1978       | 21 أكتوبر 2000         |

## وصلات خارجية
- موقع وزارة الخارجية الفلبينية
- موقع وزارة الخارجية الكازاخستانية